# Division d'Honneur 1951-1952
La Division d'Honneur 1951-1952 è stata la 49ª edizione della massima serie del campionato belga di calcio disputata tra il 2 settembre 1951 e il 11 maggio 1952 e conclusa con la vittoria del R.F.C. de Liège, al suo quarto titolo.

## Formula
Come nella stagione precedente le squadre partecipanti furono 16 e disputarono un turno di andata e ritorno per un totale di 30 partite.
Le ultime due classificate vennero retrocesse in Division 1.

## Classifica finale
| Pos. | Squadra                     | G  | V  | N  | P  | GF | GS  | Punti |
| ---- | --------------------------- | -- | -- | -- | -- | -- | --- | ----- |
| 1    | R.F.C. de Liège             | 30 | 20 | 6  | 4  | 71 | 40  | 44    |
| 2    | K.R.C. Mechelen             | 30 | 16 | 6  | 8  | 77 | 41  | 40    |
| 3    | Anversa                     | 30 | 18 | 8  | 4  | 66 | 43  | 40    |
| 4    | Royale Union Saint-Gilloise | 30 | 15 | 7  | 8  | 61 | 48  | 38    |
| 5    | KV Mechelen                 | 30 | 14 | 9  | 7  | 63 | 54  | 35    |
| 6    | R.S.C. Anderlecht           | 30 | 14 | 11 | 5  | 71 | 47  | 33    |
| 7    | K.A.A. Gent                 | 30 | 13 | 11 | 6  | 56 | 57  | 32    |
| 8    | Olympic Charleroi           | 30 | 10 | 9  | 11 | 47 | 38  | 31    |
| 9    | Tilleur FC                  | 30 | 10 | 11 | 9  | 42 | 46  | 29    |
| 10   | K Berchem Sport             | 30 | 11 | 13 | 6  | 57 | 61  | 28    |
| 11   | Daring Bruxelles            | 30 | 9  | 13 | 8  | 44 | 50  | 26    |
| 12   | R. Beerschot AC             | 30 | 10 | 14 | 6  | 67 | 54  | 26    |
| 13   | Standard Liegi              | 30 | 7  | 14 | 9  | 47 | 57  | 23    |
| 14   | R. Charleroi S.C.           | 30 | 7  | 15 | 8  | 43 | 65  | 22    |
| 15   | Racing Club Bruxelles       | 30 | 7  | 16 | 7  | 36 | 61  | 21    |
| 16   | R.F.C. Tournai              | 30 | 3  | 21 | 6  | 25 | 101 | 12    |

G = Partite giocate; V = Vittorie; N = Nulle/Pareggi; P = Perse; GF = Goal fatti; GS = Goal subiti; 